# Ново-Одесское
Ново-Одесское (каз. Жаңа Одесса) — село в Уланском районе Восточно-Казахстанской области Казахстана. Входит в состав Саратовского сельского округа. Код КАТО — 636267200.

## Население
В 1999 году население села составляло 586 человек (300 мужчин и 286 женщин). По данным переписи 2009 года, в селе проживало 619 человек (305 мужчин и 314 женщин).